# Marta Minujín
Marta Minujín, née le 30 janvier 1943 à Buenos Aires, est une plasticienne et performeuse argentine. 
Le journal Télérama la décrit comme « un emblème du pop-art made in Amérique latine et l'importatrice du happening dans son pays. »

## Biographie

### Jeunesse
Issue d'une famille bourgeoise, Marta Minujín est confrontée à l'art par ses parents dès l'enfance. 
De 1953 à 1959, elle étudie à l'Escuela de Bellas Artes Manuel Belgrano (es), puis à  l'Escuela Superior de Bellas Artes Ernesto de la Cárcova (es) de Buenos Aires, de 1960 à 1961. Les années suivantes, jusqu'en 1963, elle les passe à Paris. Elle arrive dans la capitale française grâce à une délégation d’artistes argentins venus participer à la Biennale de Paris. Sur place, elle rencontre et se lie d'amitié avec l'artiste Niki de Saint Phalle. 

### Carrière artistique
Bien que commençant sa carrière par la peinture aux côtés du peintre informel Jorge López Anaya, elle se tourne rapidement vers un travail sur la matière et les installations. En 1963, à Paris, elle organise avec la complicité de Christo, son premier happening intitulé : La destrucción. Elle y rassemble et brûle toutes ses œuvres.
En 1966, elle gagne une bourse Guggenheim et s'installe un temps à New York, où elle fréquente Andy Warhol mais reste active à Buenos Aires.

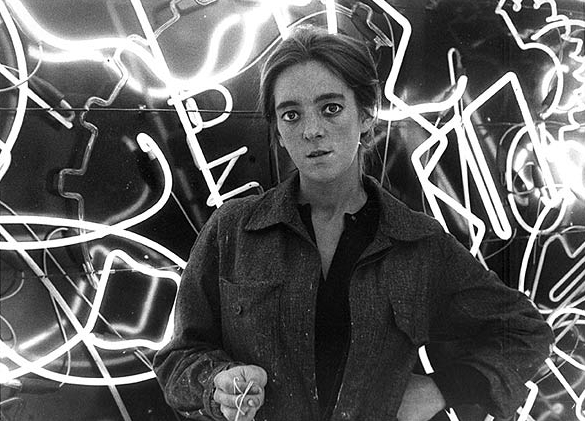
Marta Minujín en 1965.

En 1978, pour la Biennale de São Paulo, elle crée une réplique de l'Obélisque de Buenos Aires en pan dulce de 36 mètres de haut et offre les brioches au public. En 1981, à Medellín, en Colombie, elle embrase une statue métallique de Carlos Gardel de 17 mètres de haut.
En 2017, lors de la Documenta, son Partenón de los libros, créé pour l’occasion, fait sensation. Quelque 100 000 livres interdits à une période de l'Histoire, sont exposés sur la Friedrichsplatz de Cassel, où les Nazis en brûlèrent 2 000 au moment des autodafés de 1933. Son œuvre est une protestation contre la censure. Cette fois, les livres seront offerts au public. Marta Minujín définit cette œuvre comme « la plus grande, la plus géniale et la plus politique » de sa carrière.
Toujours entre générosité et humour, elle paie symboliquement la dette extérieure argentine en offrant des épis de maïs à Andy Warhol dans sa Factory, en 1985. Elle reproduit l'action en 1996, lorsque Margaret Thatcher refusant de participer à une de ses performances, l'artiste achète les îles Malouines à un sosie de la ministre. Le 8 avril 2017, elle paie symboliquement la dette extérieure grecque en offrant des olives à un sosie d'Angela Merkel.

## Galerie

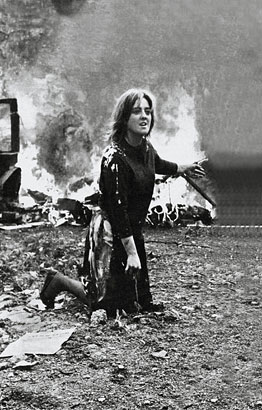
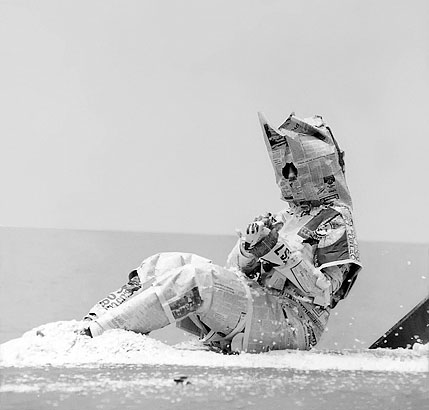
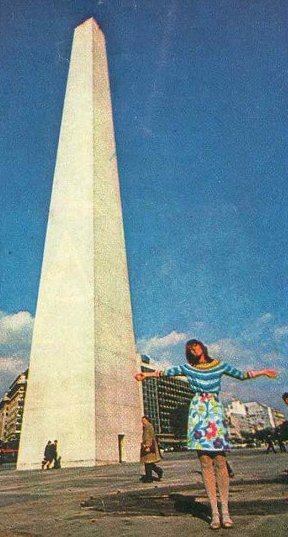
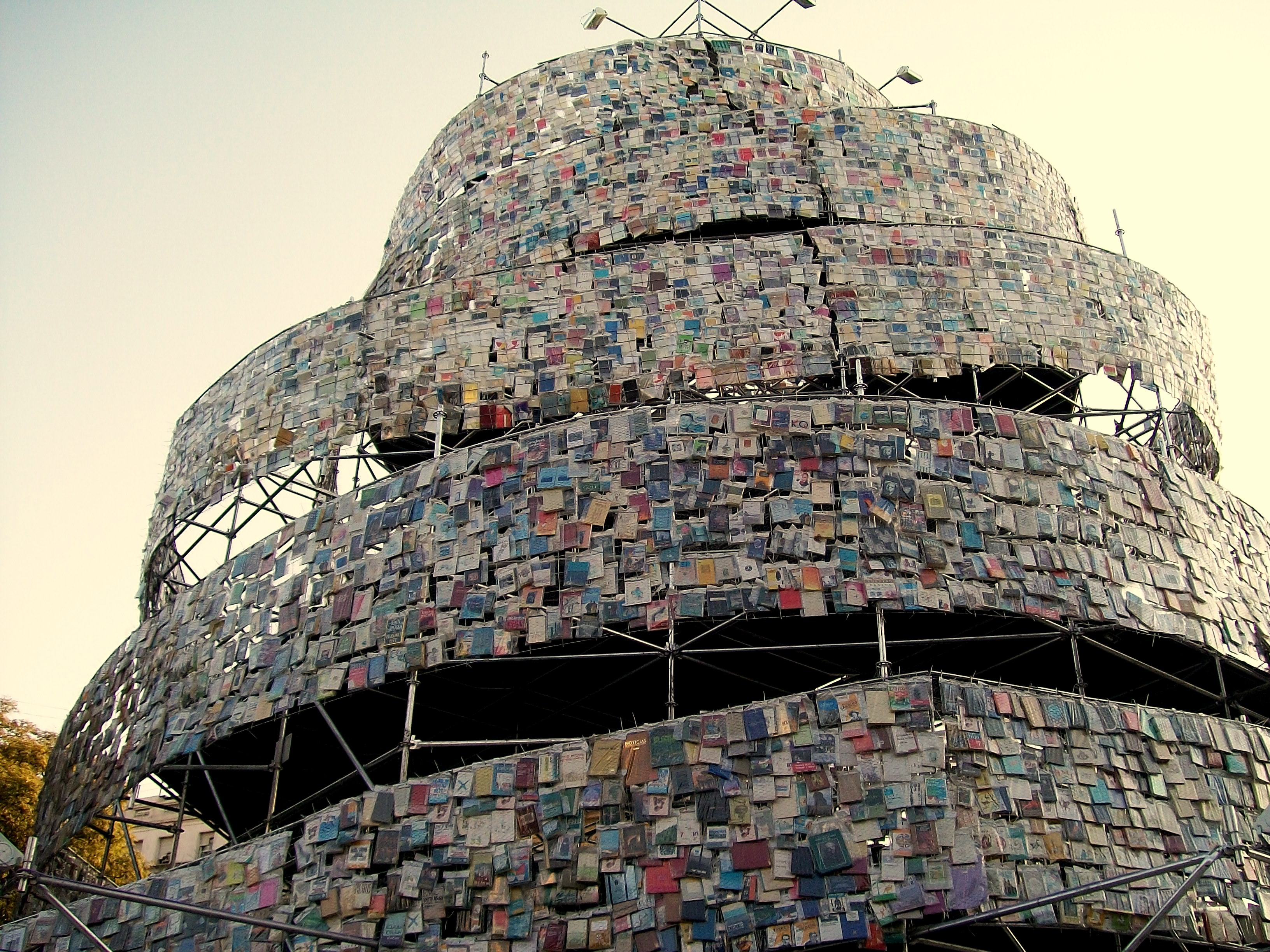

## Prix et reconnaissance
En 1972, elle est incluse dans Some Living American Women Artists, un collage féministe de Mary Beth Edelson.
En 2016, elle est lauréate du prix Velázquez et déclare que la récompense financière de ce prix l'aidera « continuer à créer des choses entre plus folles. »